# Колония Земля Ван-Димена
Колония Земля Ван-Димена (англ. Colony of Van Diemen's Land) — самоуправляющаяся колония Великобритании, существовавшая в период с 1825 по 1856 год, позже реорганизованная в колонию Тасмания.

## История
История колонии берёт начало с назначения Ральфа Дарлинга, генерал-майора королевской армии, губернатором колонии Новый Южный Уэльс который, посетив Хобарт, 3 декабря 1825 года, провозгласил формированием там отдельной колонии — Земли Ван-Димена. 
Чуть позже, с принятием акта о конституциях Австралии, в 1850 году, колония получила полноценный статус самоуправляющийся колонии с собственным парламентом и премьер-министром.
В 1856 году, с окончательным закреплением самоуправления и созывом парламента, наименование колонии, а равно и острова было изменено на Тасмания.